# Claude Karnoouh
Claude Karnoouh (25 martie 1940, Paris - 12 septembrie 2021, București) a fost un antropolog și sociolog francez, care a locuit timp de cincisprezece ani în România. A fost un critic acerb al intelectualității române de dreapta și al curentului anticomunist din România. 

## Biografie
Claude Karnoouh s-a născut în martie 1940 la Paris, unde si-a făcut și studiile superioare. Din 1959 și pînă în 1965 a urmat studii de științe (fizica și chimie) la Sorbona, iar din 1966 pînă în 1969 studii de științe umane (filosofie, antropologie socială, sociologie și lingvistică) la Universitatea Paris X Nanterre. Începând din 1970 este cercetător la Centrul Național Francez de Cercetări Științifice (în franceză Centre national de la recherche scientifique, CNRS) și a predat, de asemenea, la Universitatea Paris X Nanterre, Sorbona, INALCO, Universitatea din Gand (Belgia), Charlottesville (Virginia, SUA), Urbino (Italia) și ELTE (Budapesta). În 1973 a întreprins mai multe anchete de etnografie și folclor în satul Breb din Maramureș. În această perioadă, Securitatea română l-a urmărit și i-a întocmit dosar.
Din 1991 și până în 2002 a fost profesor invitat al Universității „Babeș-Bolyai” din Cluj unde, în cel de al doilea semestru al anului universitar, a susținut un curs despre aspecte ale modernității tîrzii în postcomunism, îmbinând diverse abordări (politice, culturale și economice). În prezent este profesor invitat la Universitatea Națională de Arte din București.

### Studii de antropologie și folclor
- Case și grădini, eseu asupra semnificației termenului "stătut" în graiul maramureșean în "Revista de etnografie si folclor"
- Mythe et rite dans le folklore roumain în "International Journal of Rumanian Studies"
- L'altérité deguisée ou quelques remarques sur la traduction dans l'élaboration du discours ethnologique în "Cahiers roumains d'études littéraires"
- Le dire rituel et matrimonial en Roumanie în "Cahiers de littérature orale"
- Aider a naître ou faire des ancêtres: un commentaire du roumain "moașă" în "Civilisations" (A ajuta să naști sau a face strămoși, un comentariu al meseriei românești de "moașă")

### Articole teoretice in limba română
- Spre Lumea a Treia sau marsul modernitatii tirzii in Europa de Est in "IDEA / arta + societate" #24/2006

### Volume publicate în limba franceză
- Paysans, femmes et citoyens (1980) (Țărani, femei și cetățeni)
- Le rite et le discours, introduction a la lecture de la versification populaire (1983) (Ritul și discursul, o introducere în versificația populară)
- A fost coautor la volumele Paysans et nations d'Europe centrale et balkanique (1985) (Țăranii și națiunile din Europa centrală și balcanică) și Populisme, restauration et utopie (1987) (Populism, restaurare și utopie).

### Volume publicate în limba română
- Românii. Tipologie și mentalități ed Humanitas, 1994
- Dușmanii noștri cei iubiți ed. Polirom, 1997
- Comunism postcomunism și modernitate târzie, ed. Polirom, 2000
- Adio diferentei. Eseu asupra modernitatii tirzii, ed. IDEA Cluj 2001
- Raport asupra postcomunismului și alte eseuri incorecte politic, ed. Alexandria Publishing House, 2014
- Pentru o genealogie a globalizării, ed. Alexandria Publishing House, 2016
- Conversații la amurg, ed. Alexandria Publishing House, 2017

### Roman autobiografic
- Autoportrait d'un adolescent vieillissant, Les éditions du Présent Littéraire Arad, 2012